# 丘维克·奥斯卡
丘维克·奥斯卡（匈牙利語：Csuvik Oszkár，1925年3月28日—2008年10月23日），匈牙利男子水球运动员。他曾代表匈牙利国家队参加1948年夏季奥林匹克运动会水球比赛，获得一枚银牌。